# Ейхейдзі
Ейхейдзі (яп. 永平寺) — буддійський храм, розташований в горах області Етідзен, Фукуї, Японія. Храм є центром буддійської школи Сото. Заснований в 1243 році Доґеном.